# بر جدید (فیلم ۲۰۰۵)
بر جدید یا دنیای نو یا جهان نو (انگلیسی: The New World) فیلمی در ژانر زندگی‌نامه‌ای و درام به کارگردانی ترنس مالیک است که در سال ۲۰۰۵ منتشر شد.

## بازیگران
- کالین فارل
- کریستوفر پلامر
- کریستین بیل
- بن چاپلین
- دیوید تیولیس
- آوگوست شلنبرگ
- وس استودی
- نوآ تیلور
- ادی مارسن
- جان سوج
- جاناتان پرایس
- برایان اف. اوبرن